# Juri Tatsumi
Juri Tatsumi (jap. 巽樹理 Tatsumi Juri; ur. 5 września 1979 w Ōsaka-Sayama) – japońska pływaczka synchroniczna, dwukrotna medalistka olimpijska (Sydney, Ateny), mistrzyni świata.
W 2000 wystartowała w letnich igrzyskach olimpijskich w Sydney. W ich ramach uczestniczyła w rywalizacji drużyn – zawodniczka uzyskała wynik 98,86 pkt, dzięki któremu otrzymała srebrny medal. Cztery lata później wzięła udział w letnich igrzyskach olimpijskich rozgrywanych w Atenach – w rywalizacji drużyn uzyskała wynik 98,501 pkt dający srebrny medal olimpijski.
W 2001 otrzymała na mistrzostwach świata w Fukuoce srebrny medal w konkurencji drużyn. Dwa lata później otrzymała na mistrzostwach świata w Barcelonie dwa medale – złoty w konkurencji kombinacji dowolnej i srebrny w konkurencji drużyn.